# Toni Innauer
Toni Innauer (n. 1 aprilie 1958, Bezau⁠(d), Vorarlberg, Austria) este un săritor cu schiurile ce a reprezentat Austria, medaliat olimpic. A participat la 2 ediții ale Jocurilor Olimpice (1976, 1980) în care a câștigat o medalie de aur și o medalie de argint.